# Presa de los Muchachos
Presa de los Muchachos är en ort i Mexiko.   Den ligger i kommunen Saltillo och delstaten Coahuila, i den centrala delen av landet, 600 km norr om huvudstaden Mexico City. Presa de los Muchachos ligger 1 765 meter över havet och antalet invånare är 494.
Terrängen runt Presa de los Muchachos är kuperad åt nordost, men åt sydväst är den platt. Presa de los Muchachos ligger nere i en dal. Runt Presa de los Muchachos är det ganska tätbefolkat, med 111 invånare per kvadratkilometer. Presa de los Muchachos är det största samhället i trakten. Omgivningarna runt Presa de los Muchachos är i huvudsak ett öppet busklandskap.